# NISグループ
NISグループ株式会社（エヌアイエスグループ、英: NIS GROUP CO.,LTD.）は、日本の消費者金融・事業者金融業を営んでいた企業。1960年に愛媛県松山市で創業したが、東京都と愛媛県の2か所に本社機能を置いていた。
近年、自動契約機を撤去したり、オリエント信販（現・ネットカード）に消費者ローン債権を売却するなど消費者金融を縮小し、事業者金融に軸足を移していたが、後述の通り貸金業を廃止し、投資銀行事業・貿易サポート事業・海外進出サポート事業に業態を転換していた。
2012年5月に民事再生手続を東京地裁へ申し立て、負債総額約500億円で経営が破綻する。11月に再生手続を廃止して破産手続へ移行し、2013年9月11日に破産手続が結了した。
かつて竹内力は「ニッシンはあなたの力（りき）になりたい」のキャッチコピーでCMキャラクターを務めた。ヒューザーの小嶋進の自家用飛行機ソカタ TBM 700 (Socata TBM 700、JA8894) は、元ニッシンの社有機で嵜岡が小嶋に約2億円で譲り渡し、耐震偽装問題摘発後に差し押さえられ競売に掛けられた。ホイットニー・ヒューストンによる「MAKE IT HAPPEN WITH NISSIN」の文言のCMもある。

## 沿革
- 1960年 - 株式会社日新商事として愛媛県松山市で創業。
- 1990年 - 商号を株式会社ニッシンに変更。結婚式総合情報サービス部門として「ビッグアップル」発足。
- 1994年 - 株式を店頭登録。
- 1996年 - 大阪証券取引所第二部に鞍替え。
- 1998年 - 東京支社を東京本社に格上げ。
- 1998年 - 東京証券取引所第二部に上場。
- 1999年 - 東京証券取引所、大阪証券取引所第一部指定。
- 2000年 - ビッグアップル部門を「株式会社ビッグアップル」として分離。
- 2002年 - ニューヨーク証券取引所に上場。
- 2002年 - 大阪証券取引所上場廃止。
- 2002年7月 - ウェッブキャッシング・ドットコム全株を株式交換でアイシーエフ（現:オーベン）に売却。
- 2004年 - アイシーエフがエッヂ（ライブドア）に株式交換で売却したウェッブキャッシング・ドットコム株式をエッヂから買い戻す。
- 2004年 - 消費者ローン債権をオリエント信販に売却。ビッグアップルの保有株を一部売却。
- 2006年9月5日 - 保有していた、ウェッブキャッシング・ドットコムの全株式を株式会社メディアイノベーションに売却
- 2006年10月1日 - 商号をNISグループ株式会社に変更。同時に全ての融資金利を18パーセント以下に引き下げ、いわゆるグレーゾーン金利から撤退
- 2008年 - ニューヨーク証券取引所上場廃止
- 2010年12月31日 - 日本振興銀行の経営破綻で債務超過となり、貸金業法で定める純資産要件を満たさなくなることから、貸金業を廃止[6]
- 2011年8月1日 - 債務超過により、東京証券取引所第二部指定
- 2012年5月9日 - 民事再生手続開始の申立てのため、東京証券取引所第二部の整理銘柄に指定
- 2012年6月10日 - 東京証券取引所第二部上場廃止
- 2012年11月1日 - 民事再生手続廃止、事業は8月までに別会社に譲渡と発表（※詳細は後述参照）
- 2012年11月30日 - 破産手続開始決定
- 2013年5月10日 - SL株式会社（旧・NISリース）、特別清算申請[7]
- 2013年9月11日 - NISグループの破産手続結了。
- 2018年9月18日 - 法人格消滅。

## 子会社・関連会社
- エヌ・アイ・ストラテジックパートナーズ株式会社
- かつての関連会社
  - ニッシン債権回収
  - 中小企業信用機構
  - ウェッブキャッシング・ドットコム - 2000年に「WebCashing.com」名称の消費者金融の一括同時申し込みサイトを開設して類似サービスを先駆けた。2000年から2001年にかけて深夜番組の時間帯にスポットCMを放送した。2002年にi-Cfへ全株を株式交換で売却したが、エッヂ（ライブドア）へ転売され、ニッシンはライブドアから買い戻した（→ライブドア事件#ウェブキャッシング・ドットコム）のちにライブドアを商号変更したメディアイノベーションへ売却し、のちにソネットエンタテインメントが買収してソネット・メディア・ネットワークスとして事業している。